# Щур гірський
Щур гірський, або земляний, або малий, або повх (Arvicola scherman) — вид гризунів роду Щур (Arvicola) з родини щурові (Arvicolidae).

## Поширення
Країни поширення: Андорра, Австрія, Хорватія, Чехія, Франція, Угорщина, Німеччина, Італія, Польща, Португалія, Румунія, Словаччина, Словенія, Іспанія, Швейцарія, Україна. В основному обмежується височинами, де будує великі підземні нори на луках (зокрема пасовища) або, рідше, в лісах, від рівня моря до альпійських луків 2400 метрів.

## Морфологія
Статевий диморфізм відсутній. Хвіст короткий. Колір шерсті відрізняється навіть у межах популяції, починаючи від темно-коричневого або жовтувато-коричневого до сірого зверху, боки коричневі або коричнево-жовті, черево світло-сіре; хвіст, як правило, двоколірний.

## Поведінка
Переважно травоїдний, живиться рослинами в літній час і коріннями, цибулинами й бульбами в зимовий час. Мешкає в складних норах, які зазвичай не глибше 1 м. Найчастіше стає здобиччю Asio otus і Tyto alba. Тісно пов'язані з водою.

## Загрози та охорона
Гірського щура довгий час розглядали у числі рідкісних і зникаючих видів, вид був включений до Червоної книги України 1994 року. До останнього видання ЧКУ (2009) щура водяного не включено. Тепер цей вид відносять до видів-шкідників на сільськогосподарських угіддях гірських районів Карпат.